# Gustav Reuß
Gustav Reuß (* 5. November 1833 in Stuttgart; † 26. September 1896) war ein württembergischer Oberamtmann.

## Leben
Buck, Sohn eines Arztes und evangelischer Konfession, studierte nach dem Besuch des Gymnasiums Stuttgart von 1851 bis 1856 Regiminalwissenschaften in Tübingen. Er legte 1856 die erste und 1858 die zweite höhere Dienstprüfung ab.
Danach trat er in die württembergische Innenverwaltung ein. Er leitete als Oberamtmann das Oberamt Besigheim von 1874 bis 1896. 

## Ehrungen
- 1882: Ritterkreuz 1. Klasse des Friedrichsordens
- Bronzene Jubiläumsmedaille